# نيل (فلم)
نيل (بالإنجليزية: Nell) فيلم دراما أمريكي لعام 1994 من إخراج مايكل ابتد، ومن سيناريو كتبه ويليام نيكولسون. نجمة الفيلم جودي فوستر (والمنتجة أيضًا) بدور نيل كيلتي، وهي امرأة شابة يتعين عليها مواجهة أشخاص آخرين لأول مرة بعد أن قامت والدتها بتربيتها في كوخ منعزل. يشارك في البطولة ليام نيسون، وناتاشا ريتشاردسون. الفيلم يستند على مسرحية مارك هاندلي «إيدوجلوسيا» التي استوحاها من معيشته لفترة في السبعينات بجبال الكاسكيد، ومن قصة «بوتو وكابينجو» التوأمين أمريكيين المتماثلين، الذين استخدموا لغة مخترعة خاصة بهما حتى سن الثامنة تقريبًا. تم تطوير السيناريو بقلم المنتج المشارك رينيه ميسيل.
صدر الفيلم إصدارًا محدودًا في 16 ديسمبر 1994، قبل أن يتوسع إلى إصدار واسع في 23 ديسمبر. تلقى الفيلم عند إصداره آراء متباينة من النقاد الذين أشادوا بالاتجاه والنتيجة والأداء، لكنهم انتقدوا تنفيذه والاستكشاف المحدود للشخصية، وسجل الفيلم نجاحاً في شباك التذاكر الذي حقق أكثر من 106 مليون دولار في جميع أنحاء العالم، بميزانية إنتاج تبلغ 24.5 مليون دولار.
اشاد النقاد بأداء فوستر على نطاق واسع وجلب لها العديد من الجوائز، والترشيحات. فازت بجائزة نقابة ممثلي الشاشة الافتتاحية للأداء المتميز لممثلة في دور رئيسي وتم ترشيحها لجائزة الأوسكار لأفضل ممثلة، وجائزة غولدن غلوب لأفضل ممثلة. حصل الفيلم أيضًا على ترشيحين إضافيين في حفل توزيع جوائز غولدن غلوب رقم 52 لأفضل فيلم سينمائي درامي، وأفضل موسيقى أصلية.

## طاقم التمثيل
جودي فوستر: في دور نيل كيلتي
ليام نيسون: في دور دكتور جيروم «جيري» لوفيل
ناتاشا ريتشاردسون: في دور الدكتورة بولا أولسن
ريتشارد ليبرتيني: في دور دكتور ألكسندر «ال» بالي
نيك سيرسي: في دور الشريف تود بيترسون
جيريمي ديفيز: في دور بيلي فيشر
روبن مولينز: في دور ماري بيترسون
أونيل كومبتون: في دور دون فونتانا
شون بريدجرز: في دور مايك إيبارا
جو إنسكو: في دور القاضي
هيذر إم بومبا، وماريان إي. بومبا: في دور التوائم
ستيفاني دون وود: في دور روثي لوفيل
نيكول أدير: في دور طفل مصاب بالتوحد
مارلون جاكسون: في دور ممرض

## أحداث الفيلم
تصاب فيوليت كيلتي بجلطة دماغية تموت على اثرها، في مقصورتها المنعزلة في جبال كارولينا الشمالية، ويجد الدكتور جيروم «جيري» لوفيل (ليام نيسون)، طبيب المدينة، شابة مذعورة (جودي فوستر) نعرف فيما بعد ان اسمها «نيل»، مختبئة في العوارض الخشبية للمنزل. تتحدث الشابة بغضب وبسرعة، ولكن يبدو أن لديها لغة خاصة بها. بالنظر إلى الكتاب المقدس لفيوليت، يجد جيري ملاحظة تسأل فيها فيوليت من يجدها، ان يقوم برعاية ابنتها نيل. يُظهر الشريف تود بيترسون لجيري قصاصة إخبارية مفادها أن نيل قد ولدت نتيجة حمل نحم عن إغتصاب الام.
يطلب جيري المساعدة من الدكتورة بولا أولسن (ناتاشا ريتشاردسون)، الباحثة التي تعمل مع الأطفال المصابين بالتوحد. تهتم باولا وزميلها الدكتور ألكسندر «آل» بالي (ريتشارد ليبرتيني) بدراسة «الطفل البري» أو الطفل الوحشي، ويواصل آل استدعاء نيل بعد دراسة الأفلام التي تظهر أن نيل لا تتناسب حالتها مع تشخيص «الطفل المتوحش». تحصل بولا، وآل على أمر من المحكمة لإضفاء الطابع المؤسسي على نيل لمزيد من الدراسة، ولكن جيري يوكل المحامي دون فونتانا لمنع ذلك. يمنح القاضي جيري وبولا ثلاثة أشهر للتفاعل مع نيل واكتشاف احتياجاتها. تظهر بولا على قارب مع معدات إلكترونية لمراقبة سلوك نيل بينما يختار جيري البقاء في خيمة بجوار كابينة نيل ويراقب بهدوء.
تكتشف باولا أن لغة نيل، التي تبدو غير مفهومة، هي اللغة الإنجليزية، ويعتمد ذلك جزئيًا على خطاب والدتها الذي يعاني من فقدان القدرة على الكلام بعد الإصابة بسكتة دماغية، وجزئيًا على اللغة السرية التي تشاركها مع أختها التوأم المتوفاة منذ عقود. يبدأ جيري وبولا صداقة على مضض. تنام نيل أثناء النهار أو تعمل داخل منزلها وتنشط في الهواء الطلق بعد غروب الشمس فقط. تشرح لجيري أن والدتها أخبرتها عن الاغتصاب وحذرتها من أن الرجال أشرار. عندما تثق نيل في جيري، فإنها تراه كصديق، وتؤمن بأن أمها قالت ان «الجا هنجا» ستأتي، وبعرف جيري ان الجا هنجاه هو ملاكها الحارس. تقود نيل جيري وبولا إلى الرفات المتعفنة لشقيقتها التوأم المتماثلة، ماي، التي توفيت في سقوط بينما كان الاثنان يلعبان في الغابة.
بعلم المراسل الصحفي مايك إيبارا بوجود نيل ويزور مقصورتها. تشعر نيل بالفضول تجاه الزائر في البداية، ولكن عندما يلتقط صورة، يخيفها الفلاش. يصل جيري يصل ويطرد المراسل. تعتقد باولا أن نيل ستكون أكثر أمانًا في المستشفى، بينما يشعر جيري أنه يجب ترك نيل بمفردها والسماح لها بالعيش كما تشاء. يتخذ الاثنين قرارًا بإحضار نيل إلى المدينة، وأثناء تواجدها في المدينة، تصادق نيل ماري، زوجة تود المكتئبة، ولكنها تصادف أيضًا بعض الأولاد البائسين في قاعة بلياردو حتى يخرجها جيري. مع زيادة تطفل الصحافة، يصطحب جيري وبولا نيل إلى المستشفى لحمايتها، وهناك، تصبح نيل يائسًة للغاية ولا تستجيب. يقوم جيري بإخراجها من المستشفى وإخفائها في أحد الفنادق، وتنضم إليه باولا، ويعترف الاثنين بأنهما يحبان بعضهما البعض. يقدم آل، في جلسة المحكمة في اليوم التالي، رأيه بأن نيل مصاب بمتلازمة أسبرجر، وهو يحاول دراسة نيل في بيئة مناسبة. تتقدم نيل وتتحدث عن نفسها مع ترجمة جيري. يمر الوقت، وبعد خمس سنوات، يحضر جيري وباولا ابنتهما روثي لزيارة نيل في منزلها. إنه عيد ميلاد نيل، ويحيط بها الأصدقاء.

## استقبال الفيلم
ربح الفيلم مبلغ 5.7 مليون دولار في الافتتاح. بلغ إجمالي الأرباح في النهاية 33.6 مليون دولار محليًا، بينما ربح أكثر من 73 مليون دولار حول العالم، وكان الإجمالي 106.6 مليون دولار في جميع أنحاء العالم.
تلقى فيلم "نيل" آراء متباينة من النقاد الذين أشادوا بالممثلين لكنهم انتقدوا السيناريو. تلقت جودي فوستر إشادة واسعة النطاق لأدائها. أشارت مراجعة الواشنطن بوست إلى أن جودي فوستر، في دور البطولة الشجاع، هي أعظم بكثير من الفيلم نفسه، وأدائها يساعد في تمويه نقاط ضعف هيكله وسذاجة موضوعاته". أشارت جانيت ماسلين من صحيفة نيويورك تايمز، إلى أنه: "على الرغم من تألقها التقني، إلا أن أداء السيدة فوستر المكثف والمنجز في دور البطولة يحمل مفاجأة كبيرة. قصة الطفلة الجامحة تتكشف بطرق متوقعة بشكل غير متوقع، متشبثة بشدة إلى الفكر المبتذل بأن براءة نيل تجعلها أنقى من أي شخص آخر في القصة"، تمنت ماسلين أيضًا أن يكون الفيلم قد استكشف النشاط الجنسي البالغ لنيل. أعجب روجر إيبرت بالفيلم، وعلق قائلاً: "على الرغم من فلسفته المتوقعة، إلا أن نيل فيلم مؤثر"، كما أنه أشاد بأداء فوستر ونيسون.
منح موقع الطماطم الفاسدة الفيلم تقييماً مقداره 55% بناءاً على آراء 33 ناقداً سينمائياً، وكتب إجماع نقاد الموقع: «على الرغم من الأداء الملتزم الذي قدمته جودي فوستر، اختار فيلم» نيل«الميلودراما الثقيلة بدلاً من الانخراط في المعضلات الأخلاقية المتمثلة في التنشئة الاجتماعية لطفلها البري الفخري».
منح موقع ميتاكريتيك الفيلم تقييماً مقداره 60% بناءاً على آراء 23 ناقداً.

## جوائز وترشيحات الفيلم
جوائز الاوسكار، الولايات المتحدة 1995: ترشح لجائزة أفضل ممثلة رئيسية (جودي فوستر).
جوائز نقابة ممثلي الشاشة 1995: فاز بجائزة الأداء المتميز لممثلة الدور الرئيسي (جودي فوستر).
جوائز 20/20 2015: ترشحت جودي فوستر لجائزة أفضل ممثلة.
جوائز جمعية شيكاغو لنقاد السينما 1995: ترشحت جودي فوستر لجائزة أفضل ممثلة.
جوائز جمعية دالاس فورت وورث لنقاد السينما لعام 1995: فازت جودي فوستر بجائزة أفضل ممثلة.
جوائز ديفيد دي دوناتيلو 1995: فازت جودي فوستر بجائزة أفضل ممثلة.
جوائز الكاميرا الذهبية، ألمانيا 1996: فازت جودي فوستر بجائزة أفضل ممثلة.
جوائز غولدن غلوب، الولايات المتحدة الأمريكية 1995: ترشح لجوائز أفضل ممثلة، وأفضل فيلم، وأفضل موسيقى.
جوائز MTV وجوائز TV : ترشح لجائزة 1995 لأفضل ممثلة.
جوائز جمعية نقاد السينما الجنوبية الشرقية 1995: فازت جودي فوستر بجائزة أفضل ممثلة.

## روابط خارجية
- مقالات تستعمل روابط فنية بلا صلة مع ويكي بيانات